# Marianne Gossweiler
Marianne Gossweiler (Schaffhausen, 15 maggio 1943) è una cavallerizza svizzera.

## Biografia
Si è classificata settima nel dressage individuale e ha vinto una medaglia d'argento nel dressage a squadre alle Olimpiadi estive di Tokyo del 1964. 
Ha vinto la medaglia di bronzo nel dressage a squadre alle Olimpiadi estive di Città del Messico del 1968. È sposata con il canottiere sportivo Urs Fankhauser.
È la prima atleta donna di una squadra sportiva svizzera alle Olimpiadi.